# Чернихув (Краковский повет)

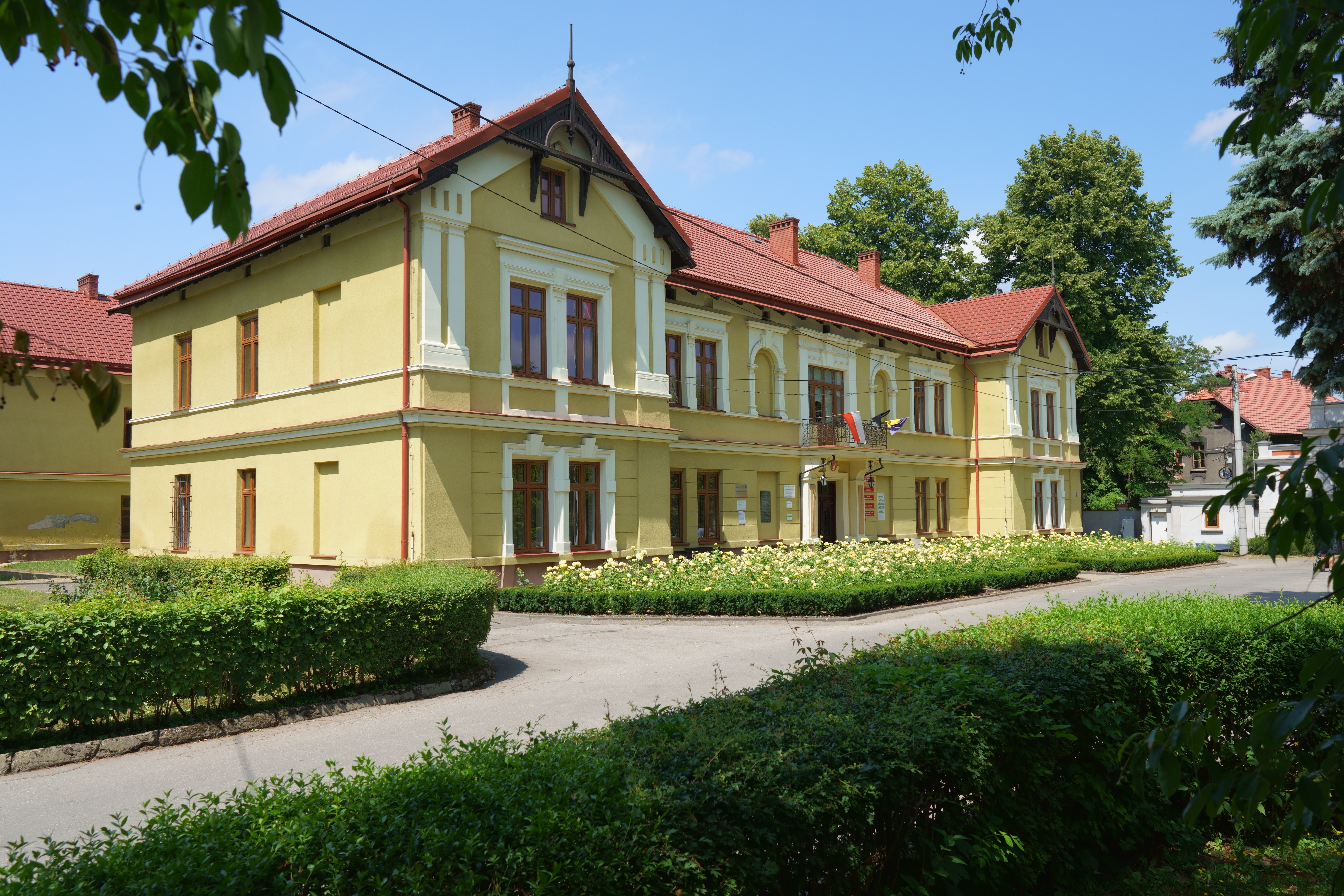
Усадьба

Черни́хув (пол. Czernichów) — село в Польше в Краковском повете Малопольского воеводства. Административный центр сельской гмины Чернихув.

## География
Село располагается в 21 км от административного центра воеводства города Краков.
Село состоит из нескольких частей, которые имеют собственное название: Багенна, Чернихувек, Гурка, Над-Вислой, Нивка, Под-Гуркам, Под-Каплицой и Закамыче.

## История
В XIII веке Чернихув был собственностью бенедиктинского аббатства в Тыньце. В XVI веке село перешло в собственность польского короля Сигизмунда I. После третьего раздела Польши село находилось в составе Австрии. С 1815 года Чернихув был центром одноимённой гмины Вольного города Краков.
В 1860 году в селе была основана Профессиональная школа сельского хозяйства, которая действует до настоящего времени. В 1890 году польский педагог и общественный деятель Францишек Стефчик основал в селе Кассу взаимопомощи, которая сыграла значительную роль в промышленном развитии Чернихува.
Между двумя мировыми войнами Чернихув был административным центром гмины, в которую входило 13 населённых пунктов. В 1973 году была учреждена гмина Чернихув, центром которой стал Чернихув.
В 1975—1998 годах село входило в состав Краковского воеводства.

## Население
По состоянию на 2013 год в селе проживало 2083 человек.
| 2010 | 2013 |
| ---- | ---- |
| 2052 | 2083 |

| Перепись  | Всего   | Всего | Женщины | Женщины | Мужчины | Мужчины |
| --------- | ------- | ----- | ------- | ------- | ------- | ------- |
| Единицы   | человек | %     | человек | %       | человек | %       |
| Население | 2083    | 100   | 1071    | 51,41   | 1012    | 48,59   |

## Достопримечательности
Памятники культуры Малопольского воеводства:
- Церковь Пресвятой Троицы;
- Часовня святого Розария;
- Усадьба в Чернихуве;
- Чернихувская застава.